# Administration électronique

Portail de l'administration électronique égyptienne

L’administration électronique ou administration en ligne ou encore dématérialisation des services publics désigne l'utilisation des technologies de l'information et de la communication (TIC) par les administrations publiques visant à rendre les services publics plus accessibles à leurs usagers et à améliorer leur fonctionnement interne.

## Définition
L'administration électronique peut se développer dans tout type d'administration ou de service public, en contact avec le public (front-office) ou non (back-office). Elle se caractérise par l'emploi de technologies de l'information et de la communication visant à améliorer les processus, la communication entre usagers et administrations ou entre administrations et l'efficacité de l'administration, que ce soit sur le plan des délais, de la qualité, ou de la productivité des agents publics.
Les supports de l'administration électronique sont nombreux. On pense souvent d'abord à Internet (services web sur ordinateur ou téléphone mobile), mais un projet d'administration électronique peut aussi s'appuyer sur toute forme de télématique, la communication en champ proche, bluetooth ou RFID (l'« Internet des objets ») ainsi que les projets de carte à puce, éventuellement combiné à la biométrie ou/et à la technologie RFID (carte d'identité électronique, passeport biométrique, etc.) ainsi que des procédures de vote électronique, ou encore la vidéosurveillance, laquelle peut converger avec l'informatique, la constitution de bases de données et des procédés biométriques de reconnaissance faciale.
En 1993, l’Organisation de Coopération et de Développement Economiques (OCDE) définit l’administration électronique comme « l’usage des technologies de l’information et de la communication (TIC) et en particulier de l’Internet en tant qu’outil visant à mettre en place une administration de meilleure qualité envers les citoyens ». 

### Terminologie
Les mots e-administration ou e-gouvernement sont formés à partir du préfixe e- qui signifie electronic en anglais.
En France, la Commission générale de terminologie et de néologie déconseille l'emploi du préfixe e- sous toutes ses graphies (e-, é-, i-) pour désigner les activités fondées sur les réseaux informatiques et de télécommunication, lui préférant le préfixe télé- ou la formule « en ligne ».

### Définition européenne
Pour l'Union européenne[réf. nécessaire] la performance d'une e-administration dépend principalement de 2 critères : 
- qualité de l'offre : le degré de sophistication d’un service, sa proactivité et sa capacité à traiter une démarche dématérialisée de bout en bout
- rapidité de la réponse : le délai de réponse, le manque d'offre transactionnelle en ligne, la longueur de certaines contraintes d'authentification sont aussi des freins à la qualité du service public.

## Histoire
Le terme "administration électronique" est apparu vers la fin des années quatre-vingt-dix avec l'essor d'Internet (et antérieurement, en France, du minitel, sur lequel le JO était publié). En 1998, le lancement en France du Programme d’action gouvernemental pour la société de l’information est caractéristique du lancement d'une action nationale de développement de l'administration électronique.
En 1999, la Finlande est l'un des premiers pays a lancé une carte nationale d’identité électronique avec une signature numérique. Son adoption a été plus lente que prévu. Au début des années 2000, dans les pays de l'OCDE, le développement de l'accès à internet et la fracture numérique est l'un des obstacles au développement de l'utilisation des services en ligne d'administration électronique.
En France, la dématérialisation des services publics est initiée par le programme Adèle (ADministration ELEctronique), lancé en 2004 par le premier ministre Jean-Pierre Raffarin. Cela a la suite de diverses alertes sur les agissements Americains à l'égard de responsables politiques Européens et dans une ambiance trés tendue entre france et usa a la suite du refus francais de legitimer la guerre en Irak. Il s'agit alors a la fois de moderniser le service public mais aussi de renforcer la "Souveraineté numérique" de la france. Adèle n'est pas renouvelé en 2007, mais sa dynamique se poursuit sous d'autres noms.
Action Publique 2022 lancé le 13 octobre 2017 par Édouard Philippe, Gérald Darmanin et Mounir Mahjoubi. Ce programme a pour objectifs « d'améliorer la qualité des services publics » par la simplification et la numérisation des procédures administratives, d'offrir « un environnement de travail modernisé » aux agents publics et « d'accompagner la baisse des dépenses publiques ». Elle vise la dématérialisation de 100 % des actes administratifs dans une perspective de modernisation technique engagée par les organismes publics.En 2021 , 75 % des démarches sont réalisables en ligne.

## Enjeux
Le développement de l'État-providence et l'avènement de la société de consommation ont profondément transformé les attentes des administrés en matière de relations avec les administrations. Pour répondre à ces nouvelles exigences de rapidité, de disponibilité et de simplicité, les administrations doivent donc revoir leur approche du service rendu et leurs procédures internes.

### Stades de «dématérialisation»
On peut distinguer 5 stades de dématérialisation de l'information ou de transactions :
1. information en ligne (niveau 0 de la dématérialisation)
2. téléchargement de formulaire à imprimer (sans remplissage possible en ligne)
3. formulaire à remplir en ligne, et à valider en ligne.
4. demande ou déclaration en ligne (avec envoi dématérialisé du formulaire)
5. dématérialisation complète, via offre d'un compte et espace personnel de suivi et possibilité de transaction, historique, etc.

### Démarche de simplification avant dématérialisation
Pour obtenir les meilleurs résultats, la dématérialisation ne peut se limiter à l'informatisation des procédures « papier », qui ont une logique propre (culture de document ou de formulaire plutôt que de donnée), une histoire qui a souvent vu des contraintes s'accumuler au cours du temps, pour satisfaire à des besoins de contrôle, et sont de ce fait complexes et pensées pour l'administration plutôt que pour l'usager.
Un projet d'administration électronique doit donc permettre d'envisager une refonte complète des procédures administratives : l'enjeu n'est pas tant de savoir comment tel formulaire ou tel justificatif doit être transmis à l'administration, mais pourquoi il devrait l'être, et si cette transmission est utile et/ou efficace. C'est pourquoi, au-delà des questions techniques et informatiques, l'e-administration aboutit en général à une réorganisation en profondeur de l'administration et de son système d'information, mais aussi de ses relations avec d'autres organismes, et ne donne de résultats très probants que lorsqu'elle est un outil de ce changement et non une finalité.

### Opportunités
Selon le baromètre « Digital Gouv 2019 », 62% des Français estiment que la dématérialisation des services publics simplifie l'accès des citoyens aux démarches administratives. Cela permet aussi une meilleure lisibilité du droit et une meilleure accessibilité. 

#### Améliorer la disponibilité, l'accessibilité et la transparence
Pour les usagers, un service d'information et/ou de démarches en ligne peut désormais être ouvert 7 jours sur 7, 24 heures sur 24, ce qui offre déjà un réel avantage, que l'usager soit un urbain qui ne peut se rendre à un guichet sur son temps de travail ou une personne âgée vivant dans le monde rural, à plusieurs kilomètres d'un guichet ouvert une demi-journée par semaine.
Il permet en outre d'améliorer le confort d'utilisation (pas de files d'attente) et la qualité (informations parfois plus précises et sourcées, démarches simplifiées, avec moins de documents à fournir et moins de données à remplir dans le formulaire), mais aussi la transparence (l'usager peut savoir où en est le traitement de sa demande, etc.)

#### Changer d'optique: du service public au service au public
Contrairement à la logique de guichets auxquels l'usager se rend pour satisfaire les procédures de chaque administration, l'administration électronique permet d'organiser les services en fonction des besoins des administrés (les intentions) et pas en fonction de la structure interne de l'administration. Celles-ci ne perdent pas pour autant le lien avec le public (leurs logos peuvent être plus visibles), mais elles n'imposent plus un cheminement complexe et fastidieux pour pouvoir fonctionner correctement en interne.
De même, en raisonnant par profils et par évènements, un service d'administration électronique peut améliorer la personnalisation de la démarche, avec une information mieux ciblée, la consultation d'un dossier personnel, l'envoi par courriel ou SMS d'informations sur mesure, des formulaires pré-remplis ou conditionnels (simplification en fonction des réponses données).

### Risques

#### Transformer la fracture numérique en fracture administrative
Au vu de la fracture numérique, ou exclusion de certaines catégories de la population (personnes les moins favorisées, personnes mal-voyantes, personnes âgées…) dans les pays les mieux équipés, le remplacement simple d'une procédure papier ou guichet par une procédure dématérialisée peut aboutir à une fracture administrative.
Selon le rapport Dématérialisation et inégalités d'accès aux services publics du Défenseur des Droits paru en 2019, les démarches administratives en ligne nécessitent un accès à une connexion internet de qualité et à des équipements informatiques. Or, le Défenseur des droits identifie « une fracture sociale et territoriale dans l'accès à internet et aux équipements informatiques », ou fracture numérique. Ainsi, la dématérialisation présente un risque d'inégalité d'accès aux services publics à des publics déjà fragilisés, tels que les personnes âgées, les personnes ayant moins de ressources financières ou encore les étrangers. La dématérialisation des services publics se heurte donc à l'illectronisme.   
Au-delà des difficultés propres à l'utilisation des nouvelles technologies, la dématérialisation de la relation administrative pose la question de l'autonomie administrative des usagers, qui n'est pas acquise par tous. La dématérialisation présente donc le risque de déshumanisation de la relation entre les citoyens et les administrations, désormais présentée sous forme de messageries. Par ailleurs, le baromètre « Digital Gouv 2019 » témoigne de la crainte de 79 % des Français d'une diminution des emplois publics liée à la dématérialisation. 
Pour limiter ce risque, des efforts particuliers doivent être portés sur l'accessibilité de ces procédures, la mise à disposition d'accès informatiques ou l'accompagnement par un agent public d'accueil dans l'accomplissement de la procédure. Il ne s'agit donc pas de remplacer les humains par les machines, mais de libérer du temps humain pour le consacrer à une tâche à plus haute valeur ajoutée.

#### Compromettre la protection de la vie privée et de confidentialité des données
Si un ensemble de données personnelles sont déjà stockées dans beaucoup d'administrations, le fait de stocker ces données sous forme informatique et éventuellement de les partager entre administrations les rend plus facilement exploitables. Ceci peut conduire à une connaissance très fine de l'usager, qu'il s'agit de n'utiliser que dans le cadre de la relation administrative. Il faut donc porter une grande attention à la sécurité des transactions et du stockage de données.
Toutefois, les outils de l'administration électronique pourraient permettre de donner à l'usager une vision très précise de ce que l'administration sait et stocke sur lui, ce qui pourrait aboutir à un meilleur contrôle de ces données et de leur utilisation.

#### Déployer insuffisamment les outils
Comme dans tout projet informatique, plusieurs obstacles peuvent survenir: manque d'outils adaptés (connexion à haut débit et ordinateur personnel pour l'usager, système d'information côté administration); manque de compétences informatiques des agents publics comme des usagers, ou barrière culturelle (un nouvel outil, sur un champ aussi sensible qu'un travail quotidien ou qu'une relation avec l'administration peut être rejeté par les utilisateurs non pas pour ses éventuels défauts, mais parce que les personnes ne sont pas prêtes à changer).
Une démarche de conduite du changement, associant formation, suivi individualisé et collectif et communication, est donc indispensable.

#### Disperser les efforts et/ou négliger l'interopérabilité
La mise en place de projets d'administration électronique présente des coûts humains et technologiques. Si chaque administration mène son propre projet, ces coûts s'additionnent et le retour sur investissement sera plus long.
Pire, si ces projets ne s'appuient pas sur un cadre commun et n'intègrent pas la nécessaire interopérabilité avec d'autres outils ou projets, le paysage administratif peut se complexifier pour l'usager. Pour limiter ces risques, certains acteurs internationaux (IDABC) ou nationaux (par exemple DGME en France avec le Référentiel Général d'Interopérabilité (RGI)) émettent des normes ou des bonnes pratiques.

#### Préjuger de retombées environnementales positives sans étude d'impact
Si le déploiement de l'administration électronique peut faire espérer une diminution de la consommation de papier, ou encore de ressources énergétiques par une diminution des transports, il faut veiller à intégrer l'ensemble des facteurs dans l'étude des relations entre informatique et développement durable, par exemple la consommation en énergie des systèmes informatiques ou les nouvelles impressions générées par la plus grande circulation des documents.

## État des lieux dans le monde
Les articles suivants permettent d'avoir une meilleure vision de l'administration électronique dans différents pays:
- administration électronique en Belgique
- administration électronique en France
- administration électronique en Suisse
- e-Gouvernement au Danemark en.itst.dk et le référentiel de données contenant environ 3600 données digitaliser.dk
- L'Estonie, un exemple de E-gouvernance Classé 5e pays connaissant le plus grand développement de l'E-gouvernance par l'université Harvard. [réf. nécessaire]
- Gouvernement en ligne aux États-Uniswhitehouse.gov
- e-Gouvernement à Hong-Kong info.gov.hk
- e-Gouvernement et collaboration inter ministérielle en Australie« govdex.gov.au »(Archive.org • Wikiwix • Archive.is • Google • Que faire ?)

## Gestion de l'administration électronique au Royaume-Uni
La gestion de l'administration électronique au Royaume-Uni repose sur le standard de métadonnées e-GMS (e-Government metadata standard).